# Sondaggio d'opinione
Il sondaggio d'opinione è una ricerca ed elaborazione di dati statistica con lo scopo di conoscere l'opinione di un gruppo di persone relativo ad un dato argomento.
I sondaggi d'opinione, di solito, vengono svolti rivolgendo ad un campione di riferimento (un piccolo numero di persone) una serie di domande ed estrapolando le risposte di un gruppo più ampio in un intervallo di confidenza secondo tecniche di tipo statistico.
Diffusi sono i sondaggi d'opinione all'interno di ricerche di mercato e in ambito politico per conoscere le tendenze politiche dell'elettorato pubblico, specie in vista di elezioni o come feedback sul grado di soddisfazione/apprezzamento politico o di un partito politico. Il sondaggio d'opinione che si occupa di estrapolare i risultati elettorali durante le giornate elettorali è detto invece exit poll.

## Teoria
Sia un sondaggio aleatorio di grandezza {\displaystyle n} e {\displaystyle {\hat {p}}}   la proporzione di persone che rispondono «sì» alla domanda posta. Il teorema del limite centrale dice che se {\displaystyle n} è un numero sufficientemente grande allora {\displaystyle {\hat {p}}}   segue approssimativamente una distribuzione normale con media {\displaystyle p} (la proporzione nella popolazione) e deviazione standard   {\displaystyle {\sqrt {\frac {p(1-p)}{n}}}}. L'intervallo di confidenza al 95%  è   {\displaystyle {\hat {p}}\pm 1,96{\sqrt {\frac {p(1-p)}{n}}}}.  Per maggiore sicurezza, prendiamo il valore {\displaystyle p=0,5} che dà la più grande varianza. L'intervallo di confidenza diventa {\displaystyle {\hat {p}}\pm {\frac {0,98}{\sqrt {n}}}}. Se {\displaystyle n=1024} si ottiene {\displaystyle {\hat {p}}\pm 0,03}. Il margine di errore è più o meno 3 punti di percento.
Sia {\displaystyle e} l'errore di stima, cioè la differenza tra {\displaystyle p} e {\displaystyle {\hat {p}}}. Per un errore dato, la grandezza necessaria del campione è {\displaystyle n={\frac {0,9604}{e^{2}}}}.
Un sondaggio stratificato (la popolazione è divisa in diversi gruppi e si prende un campione in ogni gruppo) è preferibile a un sondaggio aleatorio semplice, poiché la varianza è più piccola.
Un sondaggio secondo il metodo delle quote non è basato sulla teoria statistica e non permette di calcolare la probabilità di un dato errore. Questo metodo suppone una correlazione tra le caratteristiche della popolazione. I caratteri ritenuti secondo il metodo delle quote sono il sesso, l'età, la professione, e la regione. Le proporzioni di queste variabili nella popolazione danno le quote da applicare al campione. Si suppone che l'opinione della popolazione sia correlata con queste variabili dette di controllo.
Può capitare che un sondaggio secondo il metodo delle quote dia un miglior risultato di un sondaggio aleatorio. Tra il 1970 e il 1979 la media degli errori dei sondaggi sulle elezioni in Inghilterra è stata di 3 punti di percento per i campionamenti per quote e 6,3 punti per i sondaggi aleatori.
Un campione distorto darà un pessimo risultato anche se il campione contiene diverse migliaia di persone. L'esempio più famoso è quello del Literary Digest nel 1936.

## Il campione
L'accuratezza nella composizione del campione è fondamentale per la rappresentatività dei risultati. Si stima che una base campionaria di 1000 soggetti sia un buon campione rappresentativo delle intenzioni di voto degli italiani a patto che in esso si trovino rappresentate:
- la diversità di genere
- le diverse fasce d'età
- la diversa appartenenza geografica
- le diversa appartenenza censuaria
- il diverso grado di istruzione

Aumentare la base campionaria rimane possibile ma spesso, oltre ad essere oggettivamente dispendiosa, presenta benefici marginali poco importanti.
Infatti abbattere significativamente la percentuale d'errore sotto il 3% in un normale campionamento significherebbe avvicinare progressivamente la dimensione del campione a quella di tutta la popolazione.

## L'oggetto dell'indagine
L'oggetto di un sondaggio d'opinione potrebbe essere qualsiasi argomento di interesse del committente, tuttavia si registrano sondaggi soprattutto di carattere:
- politico (intenzioni di voto, apprezzamento di singoli politici da parte degli elettori, opinioni a proposito di tematiche d'attualità)
- commerciale (lancio di nuovi prodotti, grado di conoscenza di un prodotto da parte dei consumatori, valutazione dell'impatto di campagne pubblicitarie)

## La presentazione delle domande
È indubbio che il modo nel quale una domanda è posta agli intervistati influenzi la scelta della risposta, a tal proposito si veda il lavoro di Daniel Kahneman e Amos Tversky sulla scelta razionale.

## Sondaggi a risposta libera
Per evitare che i sondaggi siano finalizzati a influenzare le scelte degli elettori, nel 2006 nasce il Glob di fremsoft.it che consiste in uno strumento all'apparenza simile a un blog, ma mirato alla raccolta di voti e opinioni, finalizzato alla proposta di nuove leggi in Parlamento. La formula del blog, miscelata al concetto di sondaggio, costituisce il Glob: sondaggi a risposta libera.